# Kubanochoerus
Kubanochoerus es un género extinto de mamífero artiodáctilo perteneciente a la familia de los suidos, el cual vivió durante el Mioceno en Eurasia.

## Descripción

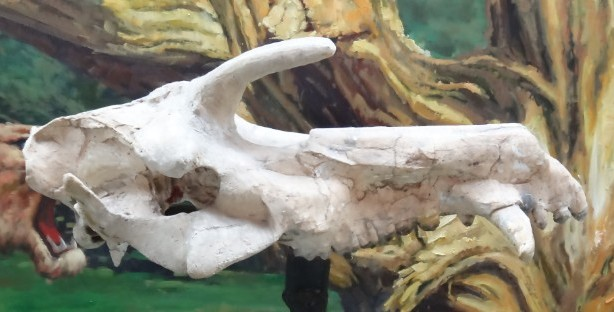
Cráneo de K. lantianensis.

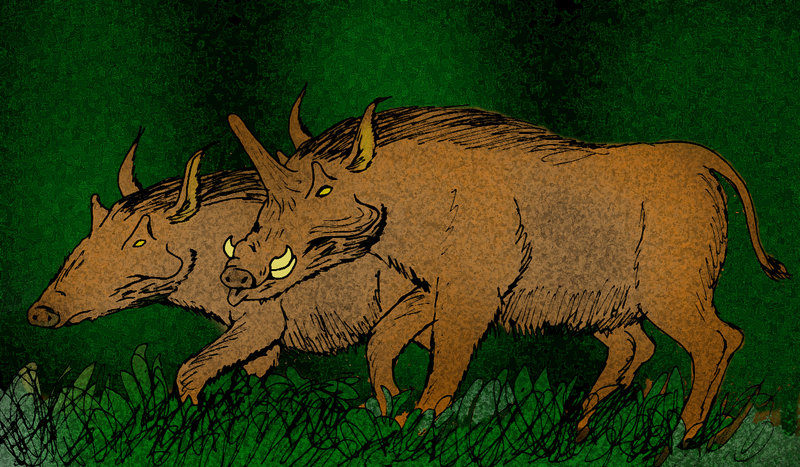
Recreación de K. gigas.

La especie de mayor tamaño, nombrada justamente K. gigas, podía llegar a medir 1.2 metros hasta los hombros, y probablemente pesaba más de 500 kilogramos en vida. Las cabezas de estos cerdos tienen un aspecto inconfundible, con pequeñas prominencias sobre sus ojos y un cuerno grande que sobresale de la frente de los machos. Se ha especulado que los machos usarían estos cuernos para competir entre sí.